# Pleospora scirpicola
Pleospora scirpicola är en svampart som först beskrevs av Augustin Pyrame de Candolle, och fick sitt nu gällande namn av Petter Adolf Karsten 1873. Pleospora scirpicola ingår i släktet Pleospora och familjen Pleosporaceae.   Inga underarter finns listade i Catalogue of Life.
I den svenska databasen Dyntaxa används istället namnet Macrospora scirpicola för samma taxon.  Arten är reproducerande i Sverige.